# European Sources Online
European Sources Online (ESO) ist ein frei zugänglicher Datenbank- und Informationsdienst der Universität Cardiff. Er soll die Öffentlichkeit dabei unterstützen, Europa in allen ihren Zusammenhängen zu verstehen und dazu eine umfassende und kuratierte Sammlung von Quellen und Informationen bereitstellen.
Die online verfügbare ESO-Datenbank soll eine Expertenauswahl von Informationen zu einer Vielzahl relevanter Themen aus einer Vielzahl von Informationsquellen bieten – Primär- und amtliche Quellen, Kommentare und Analysen, Zusammenfassungen und Medienberichte, Zeitschriftenartikel, Blogbeiträge, Monografien und akademische Lehrbücher, mit Links zum vollständigen Inhalt der Quellen. Das ESO-Team erstellt eine Übersicht zum jeweiligen Thema, die den Kontext oder eine einleitende Erklärung enthält, das in den aufgeführten Quellen behandelt wird. Die Aufzeichnungen werden aktualisiert, mit neuen Entwicklungen, Quellen und Informationen.
ESO bietet auch eigene Informationshandbücher an, zum bestimmten europäischen Thema oder Problematik, Politik oder Institution. Sie enthalten auch Quellenangaben für weitere Informationen. Das ESO-Team sammelt auch Vorschläge von Benutzern zu potenziellen neuen Leitfäden.
Die Datensätze der Datenbank sind in drei verschiedene Kategorien unterteilt:
- Bibliografische Aufzeichnungen – die nur eine Quelle enthalten, mit eingehenden Analysen, wie Lehrbücher, Monografien, ausführliche Berichte und andere wichtige Veröffentlichungen.
- Gemischte Aufzeichnungen – die sowohl eine Hauptquelle als auch verwandte Quellen enthalten und die die Informationen der Hauptquelle ergänzen. Sie werden aktualisiert mit neuen Entwicklungen, Quellen und Informationen.
- Dynamische Aufzeichnungen – mit einer Reihe relevanter Quellen, die zusammen einen umfassenden Einblick in alle relevanten Themen ermöglichen, zu denen es keine führende Quelle gibt.

Die Datenbank und der Informationsdienst werden vom Cardiff EDC, einem Informationsdienst der Universitätsbibliothek der Cardiff University, gehostet und verwaltet.
Zur Entwicklung der Datenbank leisten auch eine Reihe von Bibliothekaren und Informationsspezialisten in ganz Europa ihren Beitrag – Expertenteams an der British Library, der Universität Zagreb (Kroatien), der Universität Sapienza in Rom (Italien), der Universität Francisco de Vitoria (Spanien) und der Universität Ca 'Foscari in Venedig (Italien), der Estnischen Nationalbibliothek, der Universität Mailand (Italien) und der Universität Tartu (Estland).
Seit 2013 sind die ESO-Dienste unentgeltlich.

## Referenzen
- EU-Databases, Europäisches Dokumentationszentrum (EDZ) / European Documentation Center (EDC) der Universität Mannheim, edz.bib.uni-mannheim.de

1. ↑  European Sources Online jetzt frei im Netz, 3. Dezember 2013, Blog der TIB blogs.tib.eu
2. ↑  ESO European Sources Online steht seit Dezember 2013 kostenfrei zur Verfügung, 17. Dezember 2013, Blog der FU Berlin blogs.fu-berlin.de
3. ↑  (en) European Sources Online at Cardiff University now free online, 19. Dezember 2013, auf consilium.europa.eu (Europäischer Rat /
Rat der Europäischen Union)